# L'Affaire du collier de la reine (film, 1946)
Pour les articles homonymes, voir L'Affaire du collier de la reine.
Pour plus de détails, voir Fiche technique et Distribution.
L'Affaire du collier de la reine est un film français, réalisé par Marcel L'Herbier, sorti sur les écrans en 1946.

## Synopsis
L'aventurière Jeanne de Valois-Saint-Rémy, descendante (par la main gauche) du roi de France Henri II, et qui se prétend « comtesse de la Motte », imagine un plan tortueux pour voler un magnifique collier de diamants que la reine Marie-Antoinette a refusé d'acheter aux joaillers Boehmer et Bassange. (adaptation du fait historique dit affaire du collier de la reine)

## Fiche technique
- Titre : L'Affaire du collier de la reine
- Directeur de production : Edouard Lepage
- Réalisation : Marcel L'Herbier, Jean Dréville (non crédité, pour quelques séquences)
- Assistants-réalisateur : Jean Laviron et Robert-Paul Dagan
- Scénario et dialogues : Charles Spaak, d'après le roman de Alexandre Dumas, lui-même inspiré de la véritable "affaire du collier de la reine"
- Musique : Maurice Thiriet, dirigée par Roger Désormière
- Production : Île de France Films
- Photographie : Roger Hubert
- Cameraman : René Ribault
- Décors : Max Douy
- Costumes : Georges Annenkov, assisté de Marie Gromtseff
- Montage : Emilienne Nélissen
- Son : R. C. Forget
- Coiffures et chapeaux : Rose Valois
- Pays de production :  France
- Format :  noir et blanc - 35 mm - Son mono
- Genre : drame historique
- Durée : 118 minutes
- Date de sortie : 
  - France : 14 septembre 1946
- Tous publics

## Distribution
- Viviane Romance : la comtesse Jeanne de La Motte-Valois, aventurière convoitant le collier de la reine
- Maurice Escande : le cardinal Louis de Rohan, évêque de Strasbourg, cardinal et grand aumônier de France, désireux de rentrer dans les faveurs de la reine
- Jacques Dacqmine : Marc Rétaux de Villette, amant et complice de Jeanne de la Motte
- Michel Salina : le comte Nicolas de La Motte, aventurier et joueur, le mari de la comtesse
- Marion Dorian : Marie-Antoinette, reine de France
- Pierre Dux : Cagliostro, mage et aventurier également accusé
- Pierre Palau : le bijoutier Boëhmer
- Pierre Bertin : l'abbé Loth, l'ami joueur du comte de la Motte
- Jean Hébey : le roi Louis XVI
- Georges Saint-Pol : Bassenge, bijoutier, l'associé de Boëhmer
- André Philip : Deschamps, valet du comte de la Motte
- Jean-Louis Allibert : Camille Desmoulins, futur révolutionnaire, alors journaliste
- Pierre Magnier : le procureur Joly de Fleury
- Paul Amiot : maître Doillot, avocat de Jeanne
- Marcel Delaître : maître Target, avocat de Rohan
- Robert Dartois : de Soubise, ami et partisan du cardinal de Rohan
- André Varennes : d'Aligre, le président de la cour
- Marcel Vibert : l'avocat général Séguier
- Monique Cassin : Nicole / Oliva, prostituée et sosie de la reine
- Hélène Bellanger : la comtesse de Polignac
- Florence Lynn : la princesse de Lamballe
- André Wasley : le bailli de Suffren, commandant-en-chef de la marine
- Marcel Lagrange : le duc de Villeroi, chef de la police du roi
- Jacques François : le comte d'Artois
- Philippe Olive : maître Breton
- Jean Morel : monsieur de Breteuil
- Lucas Gridoux : un membre du Parlement
- Pierre Labry : le geôlier Hubert
- Yvonne Yma : la femme d'Hubert
- Georges Paulais : ll'huissier
- Luc Andrieux : un geôlier
- Roger Vincent : un abbé de cour
- Jean-Pierre Mocky : le page de la reine
- Philippe Lemaire
- Marcel Rouzé
- Johnny Marchand
- Jacques Berlioz
- Chukry Bey
- Paul Ménager

## Autour du film
- Box-office : 2 439 614 entrées en France, dont 698 484 entrées sur Paris-banlieue[1].
- Sur le même thème, Charles Shyer réalisa en 2001 : L'Affaire du collier (The Affair of the Necklace), avec Hilary Swank dans le rôle de  Jeanne de La Motte-Valois